# تیهاریا
تیهاریا (به لاتین: Thihariya) یک منطقهٔ مسکونی در سری‌لانکا است که در استان غربی، سری‌لانکا واقع شده‌است.